# I Love Velvet, Inc.
I Love Velvet, Inc. — является международным поставщиком в области аппаратного и программного обеспечения для мобильных POS-терминалов (mPOS). I Love Velvet производит и распространяет системы мобильных платежных терминалов для торговли в области развлечения, досуга, розничных продаж и машиностроения.

## История
Компания основана в 2009 году бывшими руководителями компании SAP AG, компании Oracle Corporation и розничных сетей. Система платежных терминалов была разработана для розничных точек продаж по всему миру. Она допускает разные способы оплаты, все платежи проходят через одно устройство под названием «The Brain».
В 2011 году компания The Walt Disney Company заказала устройства I Love Velvet для оборудования своего парка развлечений расположенного неподалеку от города Орландо (штат Флорида) которые впоследствии были интегрированы с программой Disney MyMagic+.
В 2013 году I Love Velvet приобрела французскую компанию Векспэй (WEXpay), специализирующуюся в области производства электронного кошелька.

## Продукт
Мобильные платежные терминалы I Love Velvet основаны на системе «облако» для iPhone, iPad, Android и Windows планшетов, мобильных POS-терминалов (mPOS) или системе электронных платежей. I Love Velvet мобильный POS-терминал обслуживает таких крупных клиентов как компания The Walt Disney Company и немецкую автомобильную компанию по техническому осмотру Декра (DEKRA e.V.). Система мобильных платежных терминалов позволяет продавцам проводить транзакции, печатать или высылать на электронный адрес покупателей чеки, пользоваться беспроводным контрольно-кассовым аппаратом, принимать к оплате кредитные или дебетовые карты, ПИН смарт-карты (EMV, для международных кредитных карт) и RFID/NRC — транзакции, а также удалённо печатать с любого совместимого с терминалом устройства, используя приложение Velvet Store app. База данных back-end и веб-основа Velvet Cloud позволяют проводить инвентаризацию, учёт и аналитику сотрудников, создавая отчеты. Удобный интерфейс экрана позволяет продавцам удаленно и в режиме реального времени просматривать продажи и другую информацию.

## Международное положение
Главный офис компании I Love Velvet расположен в городе Нью-Йорк, США. Производство аппаратно-программного обеспечения, а также осуществление поддержки безопасности находится в Северной Корее, Китае и Болгарии.